# Microgramma lycopodioides
Microgramma lycopodioides är en stensöteväxtart som först beskrevs av Carl von Linné och som fick sitt nu gällande namn av Edwin Bingham Copeland.
Microgramma lycopodioides ingår i släktet Microgramma och familjen Polypodiaceae. Inga underarter finns listade i Catalogue of Life.

## Bildgalleri

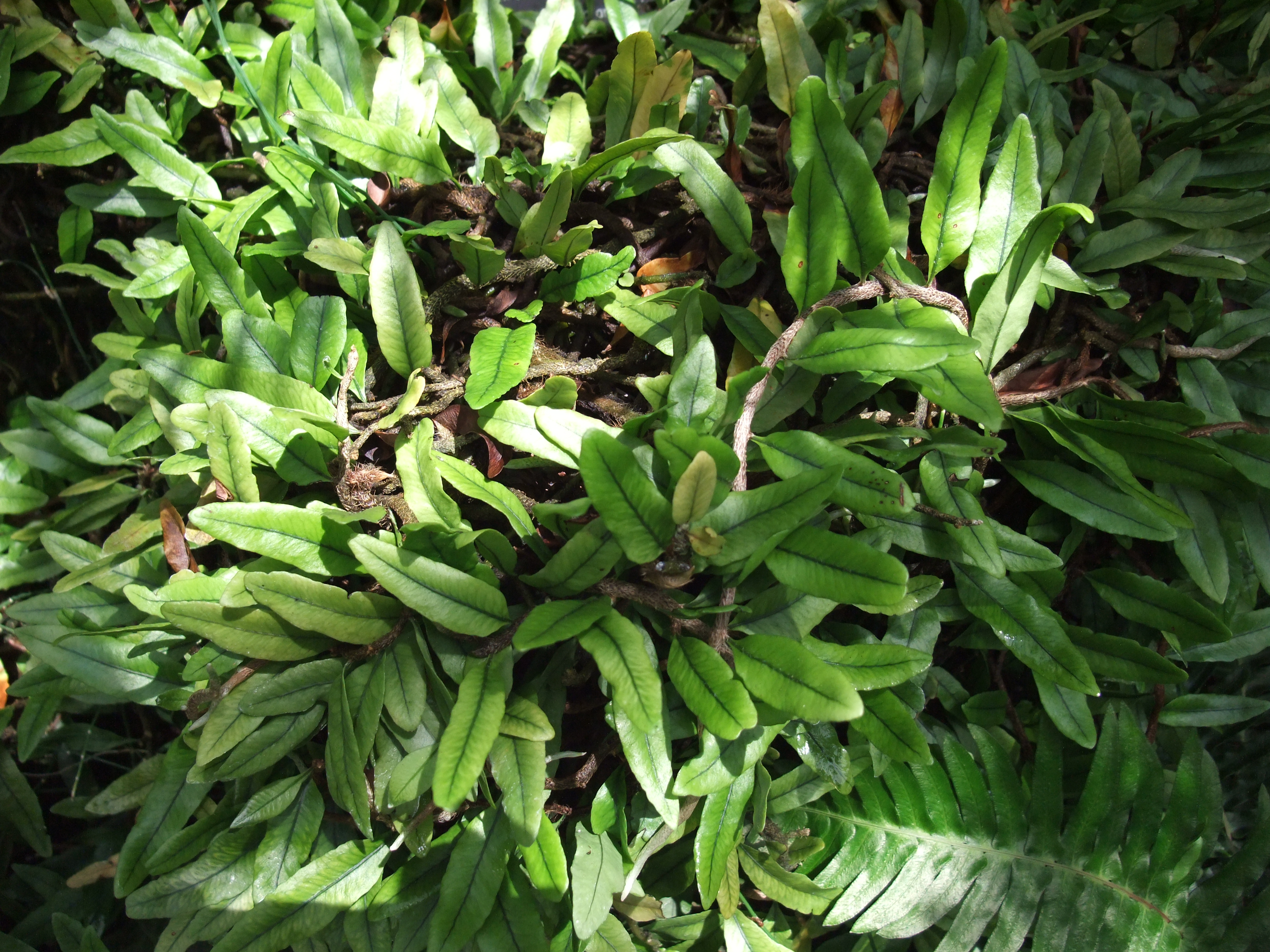